# 48-й стрелковый корпус

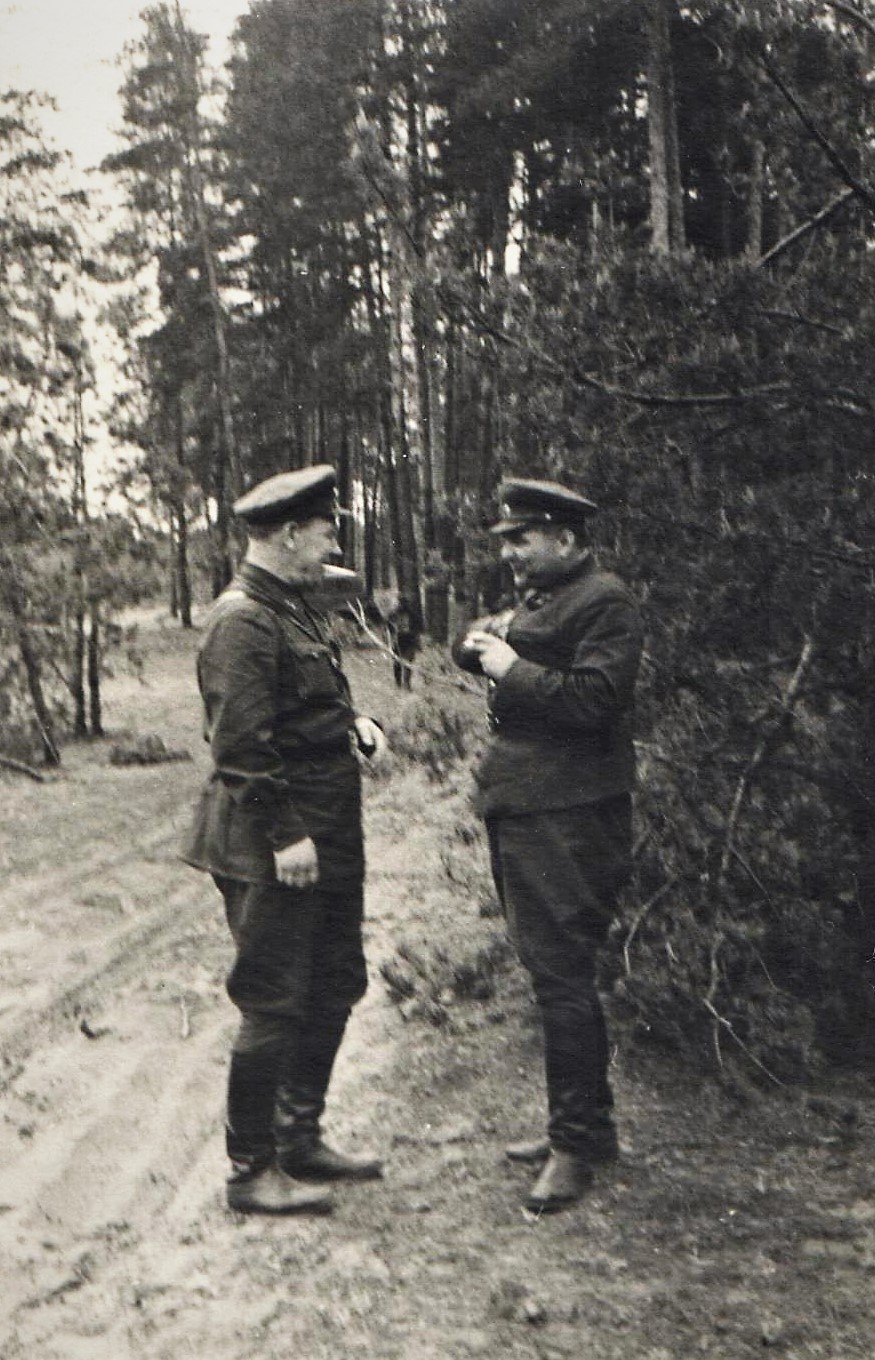
Командующий корпусом генерал-майор Р. Я. Малиновский (справа) и военком корпуса полковой комиссар И. И. Ларин

48-й стрелковый корпус — воинское соединение РККА, принимавшее участие в Великой Отечественной войне. Корпус имел два формирования.

## История

### 1-е формирование
Впервые корпус сформирован в Рыбнице в марте 1941 года. В начале июня 1941 года связи с осложнением международной обстановки по разрешению Генерального штаба выдвинут к границе в район восточнее Бельцы. С 22 июня корпус вёл оборонительные бои против румынских войск.
2 июля 1941 года после артиллерийской и авиационной подготовки началось наступление главных сил немецко-румынских войск с рубежа Ботошаны — Яссы. Растянутые по фронту на 40—50 км дивизии корпуса сдержать удар немецких войск не смогли, к концу дня фронт на правом фланге 48-го стрелкового корпуса 9-й армии оказался прорванным, а на левом, в районе к востоку от Ясс, завязались ожесточённые бои в полосах 74-й стрелковой дивизии, 30-й горнострелковой дивизии и 95-й стрелковой дивизии. С воздуха наступление поддерживали пикирующие бомбардировщики Юнкерс-87, впервые появившиеся на Украине именно в полосе Южного фронта.
6—7 июля 1941 года корпус вёл бои в районе Кишинёва. 14 июля 1941 года под натиском противника начинает отход от Бельцы на Рыбницу. 24 июля командующий 18-й армией поставил 48-му стрелковому корпусу наступательную задачу — разгромить балтинско-кодымскую группировку противника и оказать помощь действующим севернее 6-й и 12-й армиям, попавшим под угрозу окружения. Наступление своих целей не достигло.
26 августа 1941 года корпус переформирован в управление 12 А.

## Подчинение

### 1-е формирование
- 9 армия (22.06.1941 — 22.08.1941)
- Южный фронт (22.08.1941 — 01.09.1941)[1]

### 2-е формирование
- 69 армия (03.07.1943 — 20.08.1943)
- 53 армия (20.08.1943 — 16.02.1944 и 21.03.1944 — 19.04.1944)
- 5 гвардейская армия (16.02.1944 — 20.03.1944)
- 52 армия (20.04.1944 — 11.05.1945)[1]

## Состав

### 1-е формирование
- 30-я горнострелковая Иркутская ордена Ленина трижды Краснознамённая ордена Трудового Красного Знамени дивизия имени Верховного Совета РСФСР,
- 74-я стрелковая дивизия,
- 116-я стрелковая дивизия,
- 150-я стрелковая дивизия,
- 176-я стрелковая дивизия,[2]
- 374-й корпусной артиллерийский полк,
- 268-й отдельный сапёрный батальон,
- 253-й отдельный батальон связи.

### 2-е формирование
- 107-я стрелковая дивизия
- 375-я стрелковая дивизия
- 81-я гвардейская стрелковая дивизия
- 89-я гвардейская стрелковая дивизия
- 305-я стрелковая дивизия
- 84-я стрелковая дивизия
- 116-я стрелковая дивизия
- 252-я стрелковая дивизия
- 14-я гвардейская стрелковая дивизия
- 233-я стрелковая дивизия
- 299-я стрелковая дивизия
- 50-я стрелковая дивизия
- 343-я стрелковая дивизия]
- 294 стрелковая дивизия
- 213-я стрелковая дивизия
- 111-я стрелковая дивизия[2]

## Командование

### Командиры
1-е формирование
- Малиновский, Родион Яковлевич (март-август 1941), генерал-майор
- Батюня, Александр Григорьевич (август 1941), полковник

2-е формирование
- Рогозный, Зиновий Захарович (июнь 1943-апрель 1945), генерал-майор
- Гречкин, Алексей Александрович (май 1945-май 1946), генерал-лейтенант
- Карпов, Яков Васильевич (май 1946 — июль 1946), полковник

### Заместители командира
1-е формирование
2-е формирование
- Вещезерский, Георгий Александрович (сентябрь 1943-январь 1945), генерал-майор
- Живалёв, Пётр Кириллович (январь-май  1945), полковник
- Дряхлов, Иван Дмитриевич (август 1945- июль 1946), полковник

### Начальники штаба
1-е формирование
- Батюня, Александр Григорьевич (март — август 1941), полковник

2-е формирование
- Карпов, Яков Васильевич (октябрь 1945 — июль 1946), полковник